# Ahmad Jarba
Ahmad Assi Jarba, né en 1969 à Kameshli en Syrie, est un homme politique syrien, président de la Coalition nationale des forces de l'opposition et de la révolution (CNFOR) du 6 juillet 2013, au 10 juillet 2014. L'organisation, fondée lors de la guerre civile syrienne, réunit les principales composantes de l'opposition, dont le Conseil national syrien dirigé par le chrétien Georges Sabra.

## Biographie

### Origines et études
Ahmad Assi Jarba est un chef bédouin de la confédération tribale des Chammar, très influente à l'est de la Syrie et présente également en Irak, en Arabie saoudite et en Jordanie. Elle prend ses origines historiques dans la région saoudienne du Nejd, dont est issu le roi Abdallah, et s'avère « connue pour son conservatisme - dans le royaume saoudien, elle a fait la guerre dans le passé contre le clan royal des Soudairi, jugé trop moderniste. Mais Jarba a la réputation d’être un laïc convaincu ».
Il est diplômé en droit de l'université arabe de Beyrouth.

### Opposition au régime baasiste
Il est emprisonné entre 1996 et 1998 pour son opposition à Hafez el-Assad, puis de nouveau détenu en mars 2011, quelques jours après le déclenchement de la guerre civile syrienne. Libéré en août 2012, il s'enfuit au Liban, puis s'installe en Arabie saoudite où il maintient des relations étroites avec la tête du royaume. Il rejoint ensuite le Conseil national syrien, puis la Coalition nationale des forces de l'opposition et de la révolution (CNFOR) créée en novembre 2012, dans laquelle il représente les tribus syriennes.

### Responsable au sein de la CNFOR (2012-2013)
Au sein de la CNFOR, il est chargé de l'action humanitaire pour les réfugiés syriens, dont il a visité plusieurs camps ; puis du dossier de l’armement de la rébellion. Il fait à ce titre partie de plusieurs délégations de la coalition ayant visité des pays arabes et européens pour les convaincre d’armer les rebelles. Il profite notamment de sa proximité avec les services secrets saoudiens pour négocier l’achat d’armes dans les surplus croates.
Il quitte brièvement l'organisation en mars 2013 pour protester contre l'élection au poste de Premier ministre de Ghassan Hitto, mais la réintègre à la suite du soutien que lui apporte la faction de l'opposant syrien historique Michel Kilo.

### Présidence de la CNFOR (2013-2014)
Mouaz al-Khatib démissionne de la présidence de la CNFOR en avril 2013 en dénonçant l'insuffisance de l'aide apportée par la communauté internationale et les pressions du Qatar et de l'Arabie saoudite,. Après l'intérim assuré par Georges Sabra, l'organisation se rassemble fin mai pour désigner son successeur, mais ajourne la décision en raison de ses divisions et de la guerre d’influence que s’y livrent ses principaux parrains, le Qatar et l’Arabie saoudite.
Elle se réunit finalement en juillet à Istanbul, après s'être élargie à des personnalités réputées plus proches des Saoudiens. C'est au troisième jour de la réunion qu'Ahmad Assi Jarba est élu par les 114 membres de la CNFOR en obtenant 55 voix contre 52 à Mustafa al-Sabbagh, un homme d’affaires considéré comme proche du Qatar. Ahmad Assi Jarba a notamment reçu le soutien de l'Arabie saoudite et de la faction de l'opposant Michel Kilo, dont il est proche. Il a pour vice-présidents Suheir Atassi, Mohammed Farouk Tayfur et Salim Muslit ; et pour secrétaire général Badr Jamous, qui succède à ce poste à Mustafa al-Sabbagh.
Après son élection, il déclare dans un communiqué que sa « priorité est de gérer les développements sur le terrain en Syrie, surtout à Homs », cible d’une nouvelle offensive des forces du régime et du Hezbollah libanais qui cherchent à reprendre les quartiers rebelles. Il propose également aux forces de Bachar el-Assad une trêve pendant le mois du ramadan et annonce des renforts en provenance de son allié saoudien.
Comme son prédécesseur Mouaz al-Khatib, il demande que soit installée une zone d'exclusion aérienne dans le nord de la Syrie. Il déclare également : « Nous ne voulons pas nous battre pour nous battre. Nous sommes pour une solution politique, pacifique, mais qui aille dans la direction des objectifs de la révolution ». Il ajoute à ce sujet : « Nous ne voulons pas de négociations tant que la situation sur le terrain n’est pas très bonne ».
Après le massacre de la Ghouta du 21 août 2013, il demande que soit menée « une frappe punitive contre le régime » et que Bachar el-Assad et sa famille comparaissent devant la Cour pénale internationale. Il affirme par ailleurs :  « Nos alliés ne nous ont rien donné de ce que nous demandons ».
Le 5 janvier 2014, il est réélu à la présidence de la CNFOR face à Riad Hijab.
Il cède sa place à Hadi el-Bahra, élu le 10 juillet 2014.

### Poursuite dans l'opposition
Le 13 mars 2016, il fonde avec d'autres opposants syriens le mouvement politique Ghad al-Suri (« Le Mouvement de Demain de la Syrie ») dont il prend la présidence.Il a rencontré Masrour Barzani, pour discuter des développements récents en Irak, en Syrie et dans la région au sens large, et l’importance de résoudre les conflits régionaux par le dialogue.

## Distinction
- Chevalier de la Légion d'honneur[5]